# 현오봉
현오봉(玄梧鳳, 1923년 3월 26일~1982년 10월 16일)은 대한민국의 제4·6·7·8·9·10대 국회의원을 지낸 정치인이다. 본관은 연주이며, 제주도 남제주군 출신이다.

## 학력
- 일본 고코쿠상업학교(興國商業學校)
- 서울대학교 경영대학원

## 경력
- 대명광업개발주식회사 전무취체역
- 제주경찰 감찰ㆍ공보실장
- 자유당 원내부총무
- 민주공화당 제주제2지구당 위원장, 원내총무
- 국회 운영위원장
- 국회의사당건립위원장
- IPUㆍAPU이사, APU특별위부의장
- 재단법인 제주도장학회 이사장
- 국회의원겸직조사특별위원장
- 민주공화당 당무위원ㆍ제주도지부위원장
- 유정회 정책위의장

## 역대 선거 결과
|  | 29.55% |

|  | 23.76% |

|  | 29.24% |

|  | 55.29% |

|  | 50.40% |

|  | 23.94% |